# Специальный суд (Албания)
Специальный суд над военными преступниками и врагами народа (алб. Gjyqi Special për Kriminelët e Luftës dhe Armiqtë e Popullit), чаще Специальный суд (алб. Gjyqi Special) — албанский чрезвычайный трибунал 1945 года для показательного процесса над группой антикоммунистических политиков — националистов, монархистов, республиканцев, фашистов, прогерманских и проитальянских коллаборационистов. Вынес 17 смертных приговоров и 42 приговора к тюремному заключению. Явился инструментом репрессивной политики Компартии Албании, устранившей потенциальных руководителей сопротивления коммунизму.

## Политическое решение
17 ноября 1944 Национально-освободительная армия Албании (НОАА) вступила в Тирану. В стране установилась монопольная власть Коммунистической партии (КПА; с 1948 — Албанская партия труда (АПТ) во главе с Энвером Ходжей. Немедленно начались аресты политических противников — прежде всего прогерманских и проитальянских коллаборационистов, националистов Балли Комбетар, функционеров королевского правительства. Руководство КПА приняло политическое решение о проведении показательного процесса.
С этой целью 15 декабря 1944 был сформирован чрезвычайный трибунал, получивший название Специальный суд над военными преступниками и врагами народа. Вторая часть названия демонстрировала политико-идеологический характер будущего процесса — термин, заимствованный из периода советских массовых репрессий не оставлял в этом сомнений.

## Состав суда
Председателем Специального суда был назначен
- Кочи Дзодзе — член Политбюро ЦК КПА, глава политической полиции Сигурими (на тот момент именовалась Директорат народной защиты — Drejtoria e Mbrojtjes Popullore, DMP), в то время второе лицо партии после Энвера Ходжи.

Обвинение в Специальном суде представлял прокурор
- Бедри Спахиу — член ЦК КПА, курировавший партийные юридические службы.

Членами Специального суда являлись:
- Бекир Балуку — член ЦК КПА, командир бригады НОАА
- Хюсни Капо — член ЦК КПА, политкомиссар НОАА
- Медар Штюла — министр экономики Албании
- Бильбиль Клоси — военный судья
- Халим Будо — секретарь министерства юстиции
- Гако Флоки — судья
- Хайдар Аранитаси — офицер флота
- Гако Бобоштица — командир НОАА
- Фаик Шеху — командир НОАА

Все они на тот момент либо состояли в КПА (в том числе на высоких партийных постах), либо являлись лояльными союзниками коммунистов. Бедри Спахиу впоследствии говорил, что в реальности главным автором процесса, судьёй и прокурором являлся сам Энвер Ходжа.

## Подсудимые
Перед судом предстали высокопоставленные чиновники, офицеры и дипломаты довоенных правительств, руководящие активисты Балли Комбетар, известные экономисты, юристы, журналисты — всего 61 человек. Среди них были функционеры коллаборационистских администраций времён итальянской и немецкой оккупации, деятели Албанской фашистской партии. В то же время многие из них ранее участвовали в национально-освободительном и революционно-республиканском движении.
Некоторые из них были монархистами, сторонниками Ахмета Зогу, другие — республиканцами, сторонниками Фана Ноли. Между ними на протяжении многих лет шла политическая борьба. Но все они являлись непримиримыми антикоммунистами и врагами КПА (что считалось основанием к зачислению во «враги народа»).
Наиболее известные из подсудимых:
- Ибрагим Бичаку — премьер-министр в 1943, прогерманский коллаборационист
- Фейзи Ализоти — премьер-министр в 1914, монархист
- Костак Кота — премьер-министр в 1928—1930, монархист
- Бахри Омари — министр иностранных дел в 1944, активист Балли Комбетар (родственник и конфиденциальный политический партнёр Энвера Ходжи)[4]
- Яков Милай — министр сельского хозяйства в 1943, активист фашистской партии
- Теренцо Точчи — националист, проитальянский коллаборационист, председатель Совета фашистских корпораций в 1940—1943
- Кемаль Вриони — министр финансов в 1940, проитальянский коллаборационист
- Зеф Кадарья — проитальянский коллаборационист, начальник полиции в 1940—1942
- Кола Тромара — активист Балли Комбетар, министр культуры в 1944
- Тефик Мборья — генеральный секретарь Албанской фашистской партии
- Густав Мирдаш — офицер королевский армии, прогерманский коллаборационист
- Сократ Додбиба — министр финансов в 1943—1944, прогерманский коллаборационист
- Рок Гера — экономист, министр экономики в 1938—1939
- Махмут Големи — командующий жандармерией в период оккупации
- Бекир Вальтери — участник республиканского движения, активист фашистской партии, проитальянский коллаборационист
- Михаль Залари — председатель парламента в период оккупации
- Лазер Ради — адвокат, журналист, писатель и поэт, идеолог и пропагандист албанского фашистского движения
- Гьергь Бубани — журналист, директор албанского радио, националист
- Джеват Кортша — националист, республиканец, историк и философ
- Мануш Пешкепиа — активист Балли Комбетар
- Фикри Лагами — журналист, прогерманский националист, переводчик Майн Кампф на албанский язык

Подсудимых защищали десять адвокатов.

## Заседания
Заседания Специального суда открылись 1 марта 1945 в здании тиранского кинотеатра «Косово» (впоследствии — албанский Национальный театр). Пропагандистские органы КПА заранее создавали общественную атмосферу: публиковались статьи под заголовками «Предатели», «Балли Комбетар — преступники и террористы», «Час расплаты», «Народ требует возмездия» и т. п. 6 февраля 1945 года в столице был проведён массовый митинг, на котором с соответствующей речью выступил Кочи Дзодзе. Зал заседаний был заполнен активистами КПА и аффилированных организаций.
В обвинительных речах Бедри Спахиу вина подсудимых априори объявлялась доказанной. В ряде случаев доказательства по конкретным пунктам выглядели шаткими и неполными, однако упор делался на общеизвестные политические взгляды и связи обвиняемых, их публичные выступления. В частности, в уголовную вину ставилось то, что они «не следовали антифашистским призывам». Юридическая сторона обвинений рассматривалась как второстепенная, на первом плане были политические и идеологические установки.
Со своей стороны, обвиняемые зачастую держались твёрдо, жёстко выступали в политической полемике.

Прокурор Бедри Спахиу произносит смертное обвинение тоном военной команды: «Подсудимый! Ваша деятельность была предательством родины и народа!» К удивлению всех присутствующих, обвиняемый Кола Тромара отвечает с бесстрашным спокойствием: «Кто здесь предатель, народ рано или поздно разберётся».

Лазер Ради объяснял свои действия увлечённость романтикой фашизма. Защита Бекира Вальтери строилась на его повышенной эмоциональности — ещё в 1924 он как республиканец совершил покушение на Ахмета Зогу.

## Приговоры
Приговоры оглашались 13 апреля 1945.
Семнадцать человек — в том числе Кола Тромара, Бахри Омари, Фейзи Ализоти, Густав Мирдаш, Бекир Вальтери, Теренц Точи, Зеф Кадарья — были приговорены к смертной казни.
Девять человек — в том числе Ибрагим Бичаку, Кемаль Вриони, Костак Кота, Джеват Кортша — к пожизненному заключению.
Десять человек — в том числе Сократ Додбиба, Лазер Ради, Тефик Мборья, Михаль Залари — к 30 годам заключения.
Три человека — в том числе Фикри Лагами — к 20 годам.
Пять человек — в том числе Яков Милай, Гьергь Бубани — к 15 годам.
Пять человек — в том числе Рок Гера — к 10 годам.
Пять человек — в том числе Махмут Големи, Мануш Пешкепиа — к 5 годам.
Пять человек получили от 1 до 3 лет заключения.
Два человека оправданы.
Смертные приговоры были приведены в исполнение практически немедленно. 17 осуждённых были расстреляны в течение двух дней после вынесения вердикта.

## Последствия
Специальный суд сыграл важную роль в дальнейшем развитии политических событий в Албании. Уже в 1945 году антикоммунистическая оппозиция потеряла ведущих лидеров. Одни были казнены, другие изолированы в тюрьмах и лагерях, третьи — например, Абас Эрменьи, Мидхат Фрашери, Джафер Дева — оказались за пределами Албании. Эмигрантский Национальный комитет «Свободная Албания» лишился организаторов в стране, сопротивление свелось к разрозненным актам, лишённым единого внутреннего центра.
На основе Специального суда сложилась своего рода модель политических репрессий. В 1945—1948 годах последовали ещё несколько крупных показательных процессов со смертными приговорами. В следующие четыре десятилетия тысячи албанцев были казнены по политическим обвинениям, десятки тысяч приговорены к тюремному заключению. В 1991 году, во время массовых протестов, Политбюро ЦК АПТ реально опасалось «мести Балли Комбетар», физической расправы над руководящими коммунистами. Основы такого мироощущения были в значительной степени заложены на Специальном суде.

## Судьбы
Некоторые члены Специального суда впоследствии сами были репрессированы. Кочи Дзодзе и Фаик Шеху — повешены в 1948, Бекир Балуку — расстрелян в 1975, Бедри Спахиу провёл в тюрьмах и местах интернирования почти 30 лет.
Многие из осуждённых умерли в заключении — среди них Джеват Котша, Кемаль Вриони, Костак Кота, Тефик Мборья, Гьергь Бубани, Сократ Додбиба. С другой стороны, приговорённый к пожизненному сроку Ибрагим Бичаку был освобождён спустя семнадцать лет и работал муниципальным уборщиком. Лазер Ради, Яков Милай дожили до падения коммунизма. Несмотря на преклонный возраст, Ради в 1990-х годах активно занимался политической деятельностью.
Бедри Спахиу выступил с раскаянием и просил прощения у албанского народа за преступления времён диктатуры.
В 1993 году парламент Албании утвердил в окончательном варианте закон о реабилитации жертв репрессий коммунистического периода. В соответствии с этим актом были предприняты поиски и обнаружены останки казнённых по приговору Специального суда.
24 ноября 2014 года президент Албании Буяр Нишани издал указ о посмертном награждении орденом «Честь нации» нескольких казнённых по приговору Специального суда — в том числе Бахри Омари, Колы Тромары, Костака Коты.